# Цемник
Цемник (нем. Zemnick) — деревня в Германии, в земле Саксония-Анхальт, входит в район Виттенберг в составе городского округа Цана-Эльстер.
Население составляет 102 человека (на 31 декабря 2012 года). Занимает площадь 6,83 км².

## История
Поселение было основано в VII веке.
1 января 2011 года, после проведённых реформ, Цемник вошёл в состав городского округа Цана-Эльстер, в качестве района. В этот район также вошла деревня Вольфсвинкель, расположенная севернее.

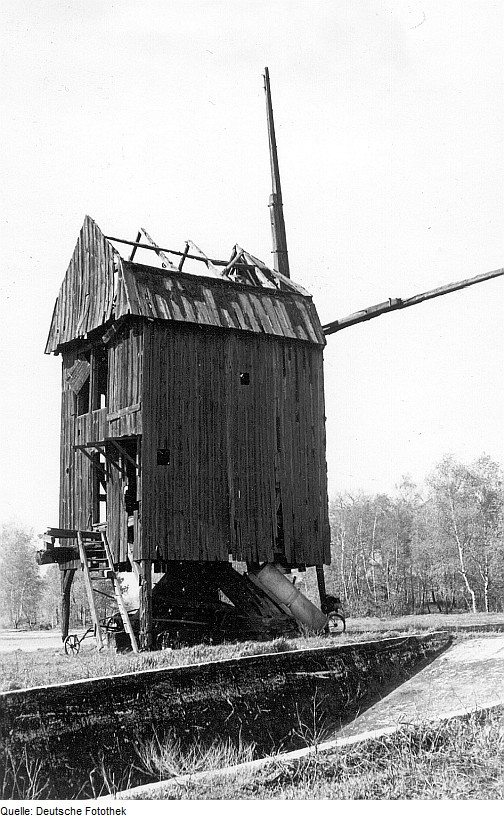
Старая ветряная мельница в Цемнике, 1972 год